# Persicaria laxmannii
Persicaria laxmannii là một loài thực vật có hoa trong họ Rau răm. Loài này được (Lepech.) H.Gross miêu tả khoa học đầu tiên năm 1913.